# Tatort: Hahnenkampf
Hahnenkampf ist ein österreichischer Fernsehkrimi aus dem Jahr 1997. Das Drehbuch schrieb Gerhard J. Rekel, Regie führte Hans Noever. Es war die insgesamt 358. Tatort-Folge und der erste Fall von Oberinspektor Kant (Wolfgang Hübsch) als Hauptermittler. Der zum Chefinspektor beförderte Fichtl und sein Team haben es mit dem Tod eines Hühnerbauern zu tun, der Massentierhaltung betrieb und viele Feinde hatte.

## Handlung
Die kleine Bauerstochter Fanny Xaver findet den Nachbarn Bert Aumüller tot in einer Tonne, die zur Vergasung der männlichen Küken vorgesehen war. Der frisch beförderte Chefinspektor Fichtl und Oberinspektor Kant finden am Tatort heraus, dass Aumüller erst bewusstlos geschlagen und dann in der Tonne vergast wurde. Kant will Frau Aumüller befragen, doch ihr Geschäftsführer Johannes Herzig weist Kant ab. Er sagt Kant gegenüber aus, dass dem Nachbarn, dem Biobauern Xaver, die Art der Hühnerzucht von Aumüller nicht gefallen habe. Xaver habe versucht, die Produktion von Aumüllers Firma zu behindern, es sei so eine Art „Hahnenkampf“ gewesen, er selbst sei zur Tatzeit auf einer Geburtstagsfeier gewesen. Kant und sein neuer Assistent, der Inspektor Varanasi, suchen den Hof von Hans Xaver auf, Xaver ist ein alter Schulfreund von Varanasi. Xaver wirkt nervös und streitet ab, etwas mit dem Mord zu tun gehabt zu haben. Er gibt jedoch zu, mit Aumüller Streit gehabt zu haben, da Xaver Aumüller beschuldigt, Xavers Hof in der Presse als Quelle für Salmonellen denunziert zu haben. Beatrice, Aumüllers Frau, hätte ein Verhältnis mit Herzig gehabt, diese hätten ebenfalls ein Motiv für einen Mord an Aumüller. Xaver flieht vor den Beamten, Kant sieht dies als Schuldeingeständnis, doch Varanasi ist anderer Meinung und schlägt Kant vor, dass er Undercover bei den Aumüllers ermittelt, da diese gerade eine Stellenausschreibung laufen haben und diese ihn nicht kennen.
Die ersten Ermittlungen ergeben, dass Frau Aumüller kein Alibi für die Tatzeit hat, Herzig war hingegen auf einer Geburtstagsfeier. Gegen Xaver waren mehrere von Bert Aumüller angestrengte Gerichtsverfahren anhängig, unter anderem wegen Hausfriedensbruch und Sachbeschädigungen. Von Fichtl mit Peilsender und Mikrofon ausgestattet, tritt Varanasi die Arbeit auf dem Aumüller-Hof an, während sich Fichtl und Kant auf dem Xaver-Hof umsehen. Dort stellen sie fest, dass der flüchtige Xaver anwesend sein muss, bevor sie ihn stellen können, schafft es dieser allerdings, mit Fichtls Dienstwagen zu fliehen. Varanasi wird von Herzig auf dem Hof schikaniert, Fichtl kann ihm mitteilen, dass gegen ihn nichts vorliegt, Beatrice Aumüller hingegen hatte vor Jahren ein Verfahren wegen Versicherungsbetrugs gegen sich laufen. Herzig findet heraus, dass Varanasis Angaben bezüglich seiner vorherigen beruflichen Tätigkeit nicht stimmen. Von Aumüller zur Rede gestellt, gibt sich Varanasi als ehemaliger Häftling aus, der wegen Versicherungsbetruges gesessen hätte, um ihr Vertrauen zu gewinnen. Als Kant auftaucht und Aumüller damit konfrontiert, dass ihr Mann gerade ein Testament zu ihren Ungunsten ausarbeiten ließ und sie deshalb mit aufs Präsidium nehmen möchte, springt Varanasi ihr bei und weist Kant darauf hin, dass er einen Haftbefehl bräuchte, um Frau Aumüller mitzunehmen. Varanasi gewinnt durch die Aktion das Vertrauen von Beatrice Aumüller, zum Missfallen von Herzig.
Das Labor kann Kant mitteilen, dass auf Xavers Hof keine Spuren von Salmonellen gefunden wurden. Varanasi folgt am Abend Beatrice Aumüller, diese trifft sich mit einem Mann, dem sie Geld gibt. Xaver kommt hinzu und bedroht die beiden mit einer Waffe, jedoch kann Aumüller den mental schwächlichen Xaver entwaffnen und niederschlagen. Während die Polizei Fichtls Wagen wiederfindet, unterhält sich Varanasi mit Xaver, dieser sieht das Mordmotiv bei Beatrice Aumüller, die nun reich erbt und ihrem Liebhaber. Er bittet Varanasi, sich um seine traumatisierte Tochter Fanny zu kümmern. Deren Mutter war vor einigen Jahren bei einem Stallbrand ums Leben gekommen, das fliehende Vieh hatte sie in Panik zu Tode getrampelt und Fanny hatte das mit ansehen müssen, seitdem ist diese stumm. Varanasi sagt ihm dies zu, wenn er sich stellte, doch Xaver flüchtet erneut und Fanny verhindert Varanasis Verfolgung. Er bringt Fanny aufs Revier und zeigt Kant seine Videoaufzeichnungen von Aumüller und ihrem Liebhaber. Die Beamten finden heraus, dass der scheinbare Liebhaber jedoch Beatrice’ Bruder Franz Steiner ist. Als Kant die Dokumente von Bert Aumüller einsehen will, lässt Herzig ein Dokument verschwinden, Varanasi kann es sicherstellen, es ist eine fristlose Kündigung Herzigs durch Aumüller. Als Kant Herzig direkt auf sein Verhältnis zu Aumüller anspricht, gibt dieser unumwunden zu, dass Aumüller ihm kündigen wollte, da er ihn verdächtigte, auf dessen Frau ein Auge geworfen zu haben. Mit dem Mord habe er dennoch nichts zu tun. Varanasi entdeckt eine Kammer, zu der laut Herzig nur Aumüller selbst Zutritt gehabt habe, da Herzig keine Schwierigkeiten bekommen wolle, bleibt die Kammer auch jetzt geschlossen. In der Nacht wird Varanasi dadurch geweckt, dass ein Unbekannter auf dem Hof herumschleicht. Als Varanasi nachsieht, geht er in eine Falle und wird in einem Netz gefangen.
Am nächsten Morgen sucht Kant Frau Aumüller auf und verlangt Zutritt zu der Kammer, sie behauptet jedoch, keinen Schlüssel zu haben. Kant findet die Kammer aufgebrochen vor, in ihr findet er Varanasis Dienstwaffe und kurz darauf ihn gefesselt und geknebelt. Wer ihn überwältigt hat, konnte er im Dunkeln nicht erkennen. Kant und Fichtl bekommen unterdessen anonym eine Flasche mit einem Antibiotikum, mit dem akute Fälle von Salmonellen bekämpft werden, zugeschickt. Vermutlich war Xaver der Absender, der damit beweisen wollte, dass Aumüller selbst Salmonellen auf dem Hof hatte. Seine Veterinärin bestätigt Kant gegenüber die Verseuchung eines von Aumüllers Ställen. Kant findet in Fannys Notizblock Zeichnungen von ihr, die sowohl den Unfall damals als auch den Tod Aumüllers zum Thema haben. Kant versucht, daraus schlau zu werden. Unterdessen erfährt Varanasi, der Beatrice Aumüller immer näher kommt, wie ihr Verhältnis zu ihrem Mann war. Er war ein gieriger, kinderhassender Mensch. Als er Fanny eines Tages auf seinem Grundstück erwischt hatte, lockte er sie ins Labor und quälte sie, indem er ihr das Vergasen der männlichen Küken zeigte. In diesem Moment hätte sich Beatrice auch gewünscht, dass ihr Mann in dem tödlichen Gas endet.
Kant sucht Herzig auf und befragt ihn nach den Salmonellen, doch Herzig blockt ab. Erst als Kant ihm mit Festnahme droht, gibt Herzig zu, dass der Aumüller-Hof trotz der Salmonellen weiter Eier verkauft hatte. Kant nimmt ihn daraufhin fest wegen der Beihilfe zur fahrlässigen Tötung, da bei der Salmonellenvergiftung, die Aumüller Xaver angelastet hatte, ein kleines Mädchen umgekommen war. Kant sucht die Mutter der kleinen Alexandra auf, um festzustellen, wo sie damals die tödlichen Eier gekauft hatte. Kant bemerkt einen Mann in Alexandras Zimmer, das die Mutter wie einen Schrein hergerichtet hat, der Mann flieht, als Kant ihn erblickt. Es ist Beatrice’ Bruder Franz Steiner, er war der Vater des Kindes und hatte die Eier vom Hof seines Schwagers mitgebracht. Steiner geht zu seiner Schwester und durchsucht das Zimmer von Varanasi, wo er dessen Dienstwaffe findet. Als Varanasi mit Beatrice von einem Ausflug zurückkehrt, erwartet er die beiden und bedroht Varanasi mit dessen Dienstwaffe. Varanasi gelingt es, Steiner zu überwältigen, doch bekommt Beatrice Varanasis Waffe in ihre Hände. Da sie sich mittlerweile in Varanasi verliebt hat und sich von ihm hintergangen fühlt, möchte sie ihn in der gleichen Tonne, in der ihr Mann getötet wurde, vergasen. Franz nimmt seiner Schwester die Waffe ab und zwingt sie, zu Varanasi in die Tonne zu steigen. Sie habe den Tod verdient, weil sie gewusst habe, dass der Hof Salmonellen habe. Somit habe auch sie Schuld am Tod seiner Tochter. Beatrice wird in diesem Moment klar, dass ihr Bruder ihren Mann Bert umgebracht hat.
Fichtl hört über den Peilsender den Hilferuf Varanasis und kann Kant verständigen und auf den Hof lotsen, dieser kann die beiden im letzten Moment befreien. Unterdessen kommt Steiner auf der Flucht mit Varanasis Motorrad ums Leben.

## Einschaltquoten und Hintergrund
Der Tatort Hahnenkampf erreichte bei seiner Erstausstrahlung in der ARD 5,89 Mio. Zuschauer, was einer Quote von 17,04 % entsprach.

## Kritik
TV Spielfilm bewertete den Film mittelmäßig, kommentierte: „Auch wenn Regisseur Noever meint, er hätte hier einen topaktuellen Stoff ausgebrütet  geschlüpft ist nur ein ganz durchschnittliches Krimihühnchen“ und resümierte: „Mächtiges Flügelschlagen um kleine Eier“.